# Tuczempy
Tuczempy – wieś w Polsce, położona w województwie podkarpackim, w powiecie jarosławskim, w gminie Jarosław.
W latach 1975–1998 Tuczempy administracyjnie należały do województwa przemyskiego.

## Integralne części wsi
| SIMC    | Nazwa      | Rodzaj     |
| ------- | ---------- | ---------- |
| 0603566 | Adamówka   | przysiółek |
| 0603490 | Górka      | część wsi  |
| 0603508 | Koło Młyna | część wsi  |
| 0603572 | Młyny      | przysiółek |
| 0603514 | Nadsanie   | część wsi  |
| 0603520 | Środek     | część wsi  |
| 0603537 | Trawka     | część wsi  |
| 0603543 | Wychylówka | część wsi  |
| 0603550 | Zagrody    | część wsi  |

## Geografia
Charakterystyka geograficzna Tuczemp cechuje się pagórkowatym ukształtowaniem terenu, na wysokości ok. 206 m n.p.m. Miejscowość położona jest w południowo-wschodniej części gminy Jarosław, przy drodze będącej wspólnym odcinkiem drogi krajowej nr 94 (Zgorzelec – Korczowa) i drogi krajowej nr 77 (Lipnik – Przemyśl). Pobliskimi miastami są: Jarosław i Radymno, oraz sąsiadujące wzdłuż dróg miejscowości: Munina i Ostrów.
Tuczempy podzielone były na kilka przysiółków, o nazwach charakterystycznych dla ich poszczególnego usytuowania i ukształtowania terenu. Nazwy te używane były głównie przez lokalną społeczność. W maju 2010 roku tradycyjne określenia zostały zastąpione oficjalnymi nazwami ulic.

## Gospodarka
W miejscowości rozwijają się następujące branże: ogrodnicza, handlowa, gastronomiczna, hotelarska oraz baza turystyczna.

## Historia
Najstarsze źródła z zapiskami dotyczącymi Tuczemp pochodzą z 1387 roku. Wieś Tucempy należąca do miasta Jarosławia położona była na przełomie XVI i XVII wieku w powiecie przemyskim ziemi przemyskiej województwa ruskiego. Nazwa Tuczemp była różnie pisana: Tuczępy, Tuczempy Małopolskie, Tuczapy, Thuczampi, Tuczampy.
W 1921 roku we wsi było 286 domów. W latach 1945–1946 z wioski wysiedlono 10 ukraińskich rodzin (43 osoby) w ramach przymusowego wysiedlenia Ukraińców z Polski do ZSRR.

## Kościół
Tuczempy są siedzibą  rzymskokatolickiej parafii Nawiedzenia Najświętszej Maryi Panny. Kościół parafialny został wybudowany w 1911 roku. W latach 2001–2003 przeprowadzono generalny remont kościoła oraz rozbudowę o dwie nawy boczne.
Przy drogach krajowych nr 94 i nr 77, parafia postawiła metalowy Krzyż Milenijny, który ma symbolizować przekroczenie progu nowego tysiąclecia w życiu duchowym parafian, a także zawierzenia parafii opatrzności bożej. Krzyż powstał z inicjatywy ówczesnego proboszcza oraz władz lokalnych.

## Sport i rekreacja
W miejscowości dział klub sportowy KS "Piast" Tuczempy, założony w 1937 roku.
Jednym z ostatnich osiągnięć drużyny było: zakwalifikowanie się do rozgrywek IV ligi na szczeblu wojewódzkim w sezonie piłkarskim 2005/2006, a także w latach 2010-2014.